# Forças Armadas de Liberação Zarate Willka

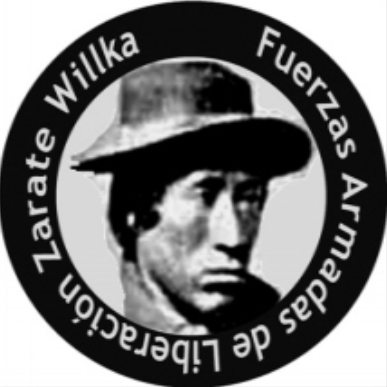
Escudo de armas usado pela guerrilha em seus comunicados.

Forças Armadas de Liberação de Zarate Willka (em castelhano:  Fuerzas Armadas de Liberación Zarate Willka) foi um grupo guerrilheiro considerado terrorista pelo governo boliviano que foi organizado por volta de 1985 sendo responsável por vários ataques armados, ataques com explosivos, sabotagem e assassinatos na Bolívia principalmente entre os anos 1988 e 1989.
Reivindicaram a responsabilidade por uma tentativa de assassinato do Secretário de Estado dos Estados Unidos, George P. Shultz, em agosto de 1988, perpetraram um ataque bombista contra do parlamento boliviano em dezembro de 1988, outro atentado que causou um blecaute local, o ataque bombista de uma casa de reuniões mórmon, o assassinato de dois missionários mórmons norte-americanos em 24 de maio de 1989 e o ataque bombista da Embaixada dos Estados Unidos em uma tentativa fracassada de assassinar o embaixador Robert S. Gelbard em 20 de dezembro de 1989. Em 1991, a maioria dos membros do grupo haviam sido detidos, julgados, condenados e presos, e a organização foi efetivamente dissolvida.
O grupo recebeu o nome de Pablo Zárate, conhecido como Willka, que morreu em 1905 após liderar uma grande rebelião indígena.